# Pseudopoda biapicata
Pseudopoda biapicata là một loài nhện trong họ Sparassidae.
Loài này thuộc chi Pseudopoda. Pseudopoda biapicata được Peter Jäger miêu tả năm 2001.